# Ling-csi-csing
A Ling-csi-csing (Lingqijing) (szó szerint: „A spirituális sakk szent könyve”) kínai jóskönyv, amelyet a hagyomány szerint a stratéga, Csang Liang (Zhang Liang) (張良; i. e. 3. sz. – 186.) kapott a félig legendás Huang Si-kung (Huang Shigong)tól (黃石公). Az első, kommentárokkal is ellátott kiadása azonban csak Csin (Jin)-dinasztia idejéből, a 3-4. századból származik. Címét onnan kapta, hogy a műben bemutatott jósjel-kéréshez eredetileg a kínai sakk (hsziang-csi (xiangqi) 象棋) figuráit kellett használni.

## A címe
A Ling-csi-csing (Ling qi jing) ismeretlen kínai szerző alkotása, aki arra törekedett, hogy a világ működését, s benne az egyén sorsát miként lehetne egy, a régi Változások könyvénél (Ji csing (Yi jing) 《易經》) praktikusabb jóskönyvvel értelmezni. A minden idők leghíresebb jövendőmondó kézikönyvének felváltására, jóslatainak egyértelműbbé tételére számos kísérlet született az évszázadok során, ez a mű pedig valamennyi ilyen kísérlet közül a legsikerültebb.
A mű címe szó szerinti fordításban: „A spirituális sakk szent könyve” vagy a „Spiritualitásban kiteljesedett sakkozó szent könyve”. A cím első írásjegye, a ling 靈 a legmagasztosabb, fényességes szellemi hatalmat jelenti. A cím második írásjegye, a sakk jelentésű csi (qi) 棋 arra a tizenkét korongra utal, melyeket a hagyományos kínai táblajátékból kölcsönözve a jóslatkéréshez használnak.
A három vonásból álló jósjel, vagyis a trigram meghatározásának módszere, az azokhoz kapcsolódó asszociációk és a jóslatok nyelvezete viszonylag egyszerűbb és egyértelműbb, mint a Változások könyvéé. Ebben a módszerben példának okáért nincsenek átváltozó sorok, amiket külön kell értelmezni. A Ling-csi-csing (Ling qi jing) önmagában is olyan teljes rendszert alkot, amelynek értelmezéséhez az érdeklődőnek nincs szüksége specializált tudásra (ellentétben például a Tarokkal vagy egyéb módszerekkel), sem pedig eksztatikus erők működtetésére (amilyenekkel például sok afrikai jósrendszerben találkozni). Ez a klasszikus jóslási rendszer hosszú évszázadokon keresztül népszerű volt Kína-szerte, sőt Japánba is eljutott és elterjedt.

## Keletkezése
Jelen szöveg alapjait feltehetően a Vej (Wei)- és Csin (Jin)-dinasztia (222–419) elején írhatták, míg a négy magyarázó kommentárt a későbbi századok során toldották az alapszöveghez. A klasszikus kínai katalógusok magát a szöveget zömében eredetinek tartják, bár annak valódi eredetét mindmáig homály borítja. A hagyomány a szerzőséget többek között Tung-fang Suo (Dongfang Shuo)nak (東方朔; kb. i. e. 163 – kb. i. e. 93), a Han-dinasztia idején élt tudós-hivatalnoknak tulajdonítja, akit már életében a mágikus tanok mestereként tiszteltetek, majd halála után személyét beemelték a taoista panteonba. Szerzőként szokás megemlíteni, az ugyancsak a Han-dinasztia idején élt stratégát, Csang Liang (Zhang Liang)ot (張良; i. e. 262 – i. e. 189), akivel kapcsolatban a hagyomány azt is tudni véli, hogy a művet eredetileg a Huang Si-kung (Huang Shigong)tól (黃石公), a legendás stratégától örökölte. Egy harmadik verzió szerint a mű szerzője Liu An (劉安; i. e. 179 – i. e. 122), aki elsősorban főműve, a taoista szellemiségű Huaj-nan-ce (Huainanzi) révén ismert.
A legősibb és leghíresebb jóskönyvnek, a Változások könyvének Han-dinasztia idejére több interpretációs iskolája is kialakult, és számos variánsa forgott közkézen. Ekkoriban létezhetett még egyéb, régebbi jósszöveg is. A Változások könyve azonban a tömegek számára továbbra is homályos, nehezen értelmezhető szöveg maradt, így aztán érthető módon további jóslással kapcsolatos írások is megjelentek. Ezek között érdemes megemlékezni a Ji lin (Yi lin) (《易林》), „A változás erdeje” és a Taj-hszüan-csing (Taixuanjing) (《太玄經》), „A legfelsőbb misztérium gyűjteménye” című művekről, melyek a Változások könyvénél könnyebben hozzáférhető, de legalábbis egyszerűbben integrált konzultációs rendszereket alkottak és kínáltak. Jellemzően a Változások könyvéből kiolvasható világnézetből merítettek, sűrűn utalva a trigramok és hexagramok neveire, idézve egy-egy sort is. A Ling-csi-csing (Ling qi jing) is valahol e folyamat részeként jött létre, amely tisztán magáévá teszi ugyan a Változások könyve világnézetét és gyakran idéz képeket és sorokat belőle, de úgy, hogy mindehhez nem szükséges magának a Változások könyvének a mélyebb megértése és ismerete.

## Tartalma, szerkezete
A százhuszonöt jósjel szimbolizált, lehetséges jóslat mindegyikének leírása a következő struktúrában épül fel:
- a jósjel neve
- képe
- energetikája
- asszociált trigram és irány
- jóslat
- vers(ek)
- kommentárok

### A jósjelek nevei
Minden trigram, vagyis jósjel rendelkezik egy két írásjegyből álló névvel, mely csak és kizárólag hozzá kapcsolódik, valamint egy számmal, amely a teljes sorozatban elfoglalt helyét jelöli egytől százhuszonötig. Ezek a nevek néha a Változások könyvében előforduló jósjelek neveit utánozzák, de gyakrabban az adott szituáció dinamikájára utalnak. A megértésük sok esetben interpretáció kérdése. A klasszikus kínai nyelv szerkezete ugyanis lehetőséget ad arra, hogy az egymás mellett szereplő két írásjegyet például melléknév és főnév viszonyaként értelmezzük, vagy akár két egyenrangú melléknév vagy főnév párosaként Ezek a nevek nagy valószínűséggel már a szöveg legrégebbi változatának is részei voltak.

### A jósjelek képe
A kép további két írásjegyből álló pár, melynek kapcsán ugyanazok az értelmezési problémák merülnek fel, mint a nevek esetében. A képek általában a komplexitások egy másik aspektusát képviselik, de olyankor ezt a kapcsolatot annyira nem egyszerű felfedezni, hogy akár a régi kommentátoroknak is problémákat okozott. Legalábbis erre lehet következtetni abból, hogy a mű különböző kiadásaiban a neveket és a képeket nem egy esetben felcserélték. Ez arra utalhat, hogy a hagyományos értelmezés szerint a képek és a nevek mennyi felcserélhetők voltak.

### A jósjelek energetikája
Ez a rövid szakasz foglalja össze az adott jósjel helyzeti energetikáját, amely a jin (yin) és a jang (yang) aktivitásával írható le. A jin (yin) és a jang (yang) ilyetén kapcsolata itt eléggé leegyszerűsített módon szerepel, melyet később, az esetek zömében a kommentárok részletesebben is kifejtenek.

### Társított trigram és irány
Mindegyik jósjelhez, amely legalább egy olyan korongot tartalmaz, amelyiken egy írásjegy látható társul egy klasszikus trigram, vagyis három vonásból álló ábra. A vonások lehetnek egyenesek vagy megszakítottak, attól függően jang (yang) vagy jin (yin) sorokról van-e szó. Két ilyen trigram egymásra helyezéséből jönnek létre a Változások könyvében szereplő hexagramok. A trigramok ebben a műben nem rendelkeznek kitüntetett szereppel, hiszen ezek ismerete nélkül is értelmezhetők a jósjelek, ennek ellenére a kötet szerzője, szerzői, a lehetséges nyolc trigram valamelyikét társították a százhuszonnégy jósjel mindegyikéhez. (A 125. jósjel nem rendelkezik társított trigrammal, mivel minden sora „üres”.)
| A trigram neve átírásban | A trigram neve kínaiul | A trigram jele | Jelentése   | Jellemzők                                                                                      |
| ------------------------ | ---------------------- | -------------- | ----------- | ---------------------------------------------------------------------------------------------- |
| Csien (Qian)             | 乾                     | ☰              | Ég          | Kreatív, aktív, erős, szilárd, az ég, fény, az apa, északnyugat. Az ég uralja a dolgokat.      |
| Kun (Kun)                | 坤                     | ☷              | Föld        | Befogadó, megadó, passzív, gyenge, sötét, az anya, tápláló, délnyugat. A föld őrzi a dolgokat. |
| Csen (Zhen)              | 震                     | ☳              | Mennydörgés | Tavasz, aktív, mozgás, felélesztés, fa, kelet. A mennydörgés megmozgatja a dolgokat.           |
| Kan (Kan)                | 坎                     | ☵              | Víz         | Felhők, szakadék, hold, tél, a mélység, észak. Az eső nedvesíti a dolgokat.                    |
| Ken (Gen)                | 艮                     | ☶              | Hegy        | Robajlás, makacs, konok, mozdíthatatlan, északkelet. A hegy megállítja a dolgokat.             |
| Hszün (Xun)              | 巽                     | ☴              | Szél        | Fa, gyengéd, enyhe, lágy, átható, délkelet. A szél szétszórja a dolgokat.                      |
| Li (Li)                  | 離                     | ☲              | Tűz         | Villámlás, nap, nyár, szépség, függő, ragaszkodó, fegyverek, dél. A nap melegíti a dolgokat.   |
| Tuj (Dui)                | 兌                     | ☱              | Tó          | Mocsár, eső, ősz, vidám, élvezet, nyugat. A tó élvezetet nyújt a dolgoknak.                    |

### A kommentárok
A műhöz a történelem során négy kommentár íródott:
- Jen Ju-ming (Yan Youming) (顏幼明) feltehetően valamikor a Csin (Jin)-dinasztia (i. sz. 265–420) idején élhetett
- Ho Cseng-tien (He Chengtian) (何承天) a rövid életű Szung (Song)-dinasztia (420–477) tudós hivatalnoka volt, akit elsősorban a szertartásokról írott munkái, illetve stratégiai képességei miatt tartanak számon.
- Csen Si-kaj (Chen Shikai) (陳師凱) visszavonultan élő írástudó volt a mongol Jüan (Yuan)-dinasztia idején
- Liu Csi (Liu Ji) (劉基), aki a Jüan (Yuan)-dinasztia és a Ming-dinasztia fordulóján tevékenykedett, s valószínűleg ő szerkesztette végleges formájába a Ling-csi-csing (Lingqijing)et.

## A jóslatkérés módja
A tizenkét sakk-korong – melyek mindegyikének csak az egyik oldalán található írás –, vagy üres, vagy írásjegyes oldalt kapunk. Egy trigram, vagyis egy jósjel akkor tökéletesen meghatározott, ha a karaktereket a megfelelő sorokba rendezzük attól függően, hogy az sang (shang) (上) („felső”, „fölül”), csung (zhong) (中) („középső”) vagy hszia (xia) 下 („alsó”, „alul”). A jóslatot, valamint a vers vagy versek szövege tulajdonképpen az adott jósjel bővebben kifejtett, metaforákkal, hasonlatokkal, példázatokkal s egyéb utalásokkal teli elsődleges interpretációja. A Ling-csi-csing (Lingqijing) rendszere azt feltételezi, hogy a jósláshoz használt korongok olyan hatalommal bírnak, illetve a korongok eldobásának aktusa az, amely kapcsolatot teremt az univerzummal, s így a jóslatkérő egy trigram formájában kaphat konkrét választ a kérdésére. A folyamat teljesen mentes különféle, kötelezően előírt lelki állapotokról, vagy formai rituáléktól, valójában csak a mechanikus tevékenységre, a korongok egyszeri eldobására van leegyszerűsítve, nem úgy, mint a Változások könyve.
A jóslatkérés modern változata szerint Kínában is gyakorta pénzérmékkel helyettesítik a fakorongokat.

## Magyar fordítása
- Sorskérdések könyve. Ling csi king; ford., bev. Tokaji Zsolt; Szenzár–Helikon, Bp., 2016